# Оберглатт
Оберглатт (нем. Oberglatt ZH) — коммуна в Швейцарии, в кантоне Цюрих.
Входит в состав округа Дильсдорф. Население составляет 5313 человек (на 31 декабря 2005 года). Официальный код — 0092.

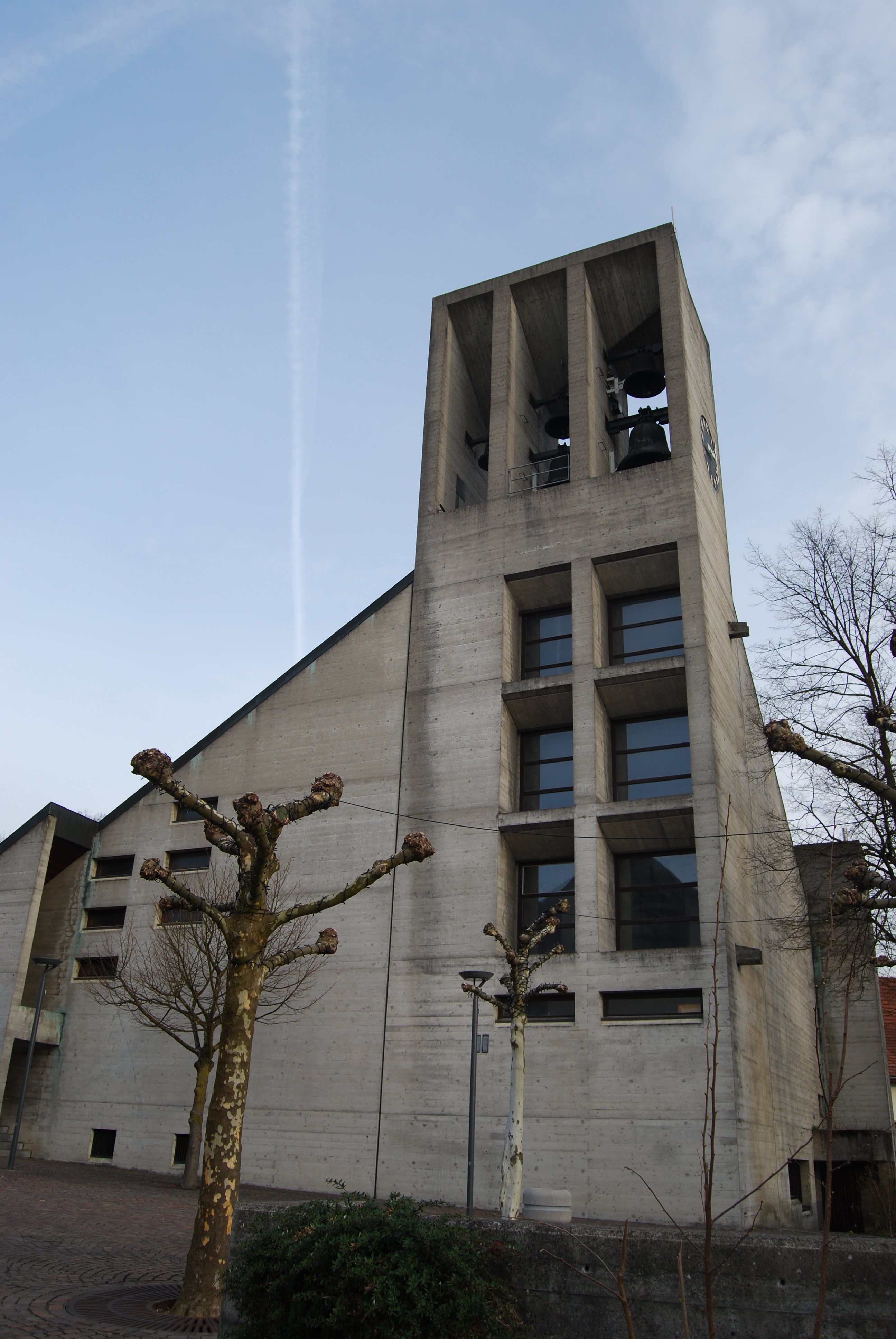
Оберглатт